# Germán Lauro
Germán Luján Lauro (Trenque Lauquen, 2 aprile 1984) è un pesista e discobolo argentino.

## Palmarès
| Anno | Manifestazione          | Sede              | Evento           | Risultato | Prestazione | Note                                     |
| ---- | ----------------------- | ----------------- | ---------------- | --------- | ----------- | ---------------------------------------- |
| 2001 | Mondiali allievi        | Debrecen          | Lancio del disco | 12º       | 51,61 m     |                                          |
| 2002 | Mondiali juniores       | Kingston          | Lancio del disco | 19º       | 53,69 m     |                                          |
| 2006 | Campionati sudamericani | Tunja             | Getto del peso   | Oro       | 18,97 m     |                                          |
| 2007 | Campionati sudamericani | São Paulo         | Getto del peso   | Oro       | 19,65 m     |                                          |
| 2007 | Campionati sudamericani | São Paulo         | Lancio del disco | Oro       | 57,12 m     |                                          |
| 2007 | Giochi panamericani     | Rio de Janeiro    | Getto del peso   | 5º        | 19,49 m     |                                          |
| 2007 | Giochi panamericani     | Rio de Janeiro    | Lancio del disco | 4º        | 56,08 m     |                                          |
| 2007 | Mondiali                | Osaka             | Getto del peso   | 23º (q)   | 19,19 m     |                                          |
| 2008 | Olimpiadi               | Pechino           | Getto del peso   | 32º       | 19,07 m     |                                          |
| 2009 | Campionati sudamericani | Lima              | Getto del peso   | Oro       | 19,20 m     |                                          |
| 2009 | Campionati sudamericani | Lima              | Lancio del disco | Oro       | 60,41 m     |                                          |
| 2009 | Mondiali                | Berlino           | Getto del peso   | nm (q)    | nm (q)      |                                          |
| 2009 | Mondiali                | Berlino           | Lancio del disco | 28º (q)   | 57,88 m     |                                          |
| 2011 | Campionati sudamericani | Buenos Aires      | Getto del peso   | Oro       | 19,95 m     |                                          |
| 2011 | Campionati sudamericani | Buenos Aires      | Lancio del disco | Argento   | 59,98 m     |                                          |
| 2011 | Mondiali                | Taegu             | Getto del peso   | 20º (q)   | 19,50 m     |                                          |
| 2011 | Giochi panamericani     | Guadalajara       | Getto del peso   | Bronzo    | 20,41 m     |                                          |
| 2012 | Mondiali indoor         | Istanbul          | Getto del peso   | 6º        | 20,38 m     |                                          |
| 2012 | Olimpiadi               | Londra            | Getto del peso   | 6º        | 20,84 m     | Record nazionale                         |
| 2012 | Olimpiadi               | Londra            | Lancio del disco | 37º       | 57,54 m     |                                          |
| 2013 | Campionati sudamericani | Cartagena         | Getto del peso   | Oro       | 20,87 m     | Record dei campionati                    |
| 2013 | Campionati sudamericani | Cartagena         | Lancio del disco | Oro       | 60,45 m     |                                          |
| 2013 | Mondiali                | Mosca             | Getto del peso   | 7º        | 20,40 m     |                                          |
| 2014 | Mondiali indoor         | Sopot             | Getto del peso   | 6º        | 20,50 m     |                                          |
| 2014 | Giochi sudamericani     | Santiago del Cile | Getto del peso   | Oro       | 20,70 m     | Record dei Giochi                        |
| 2014 | Giochi sudamericani     | Santiago del Cile | Lancio del disco | Bronzo    | 58,36 m     |                                          |
| 2015 | Campionati sudamericani | Lima              | Getto del peso   | Oro       | 20,77 m     |                                          |
| 2015 | Giochi panamericani     | Toronto           | Getto del peso   | Bronzo    | 20,24 m     |                                          |
| 2015 | Mondiali                | Pechino           | Getto del peso   | 9º        | 19,70 m     |                                          |
| 2016 | Mondiali indoor         | Portland          | Getto del peso   | 6º        | 20,24 m     |                                          |
| 2016 | Olimpiadi               | Rio de Janeiro    | Getto del peso   | 19º (q)   | 19,89 m     |                                          |
| 2017 | Campionati sudamericani | Luque             | Getto del peso   | Bronzo    | 19,91 m     |                                          |
| 2017 | Campionati sudamericani | Luque             | Lancio del disco | Argento   | 61,70 m     | Miglior prestazione personale stagionale |
| 2019 | Campionati sudamericani | Lima              | Getto del peso   | Bronzo    | 18,97 m     |                                          |

## Altre competizioni internazionali
2013
- Argento al Doha Diamond League ( Doha), getto del peso - 21,26 m
- 6º al Weltklasse Zürich ( Zurigo), getto del peso - 20,53 m
- 7º al Memorial Van Damme ( Bruxelles), getto del peso - 20,54 m

2014
- Oro all'Indoor Praha ( Praga), getto del peso - 21,04 m
- 7º al Prefontaine Classic ( Eugene), getto del peso - 20,09 m
- 4º all'ExxonMobil Bislett Games ( Oslo), getto del peso - 20,60 m
- 7º al Golden Spike ( Ostrava), getto del peso - 20,21 m
- 6º al Sainsbury's Glasgow Grand Prix ( Glasgow), getto del peso - 20,58 m
- Oro ai Campionati ibero-americani ( San Paolo), getto del peso - 20,14 m
- Oro ai Campionati ibero-americani ( San Paolo), lancio del disco - 61,62 m

2015
- 6º al Doha Diamond League ( Doha), getto del peso - 20,26 m